# Нет Еддерлі
Нет Е́ддерлі (англ. Nat Adderley), повне ім'я Натаніе́ль Е́ддерлі (англ. Nathaniel Adderley; 25 листопада 1931, Тампа, Флорида — 2 січня 2000, Лейкланд, Флорида) — американський джазовий корнетист і композитор. Брат саксофоніста Кеннонболла Еддерлі.

## Біографія
Народився 25 листопада 1931 року в Тампі, штат Флорида. Його старший брат саксофоніст Джуліан «Кеннонболл» Еддерлі. Спочатку вчився грати на трубі (1945—46), після чого переключився на корнет, коли грав у армійському бенді (1951—53). Працював з Лайонелом Гемптоном (1954—55), потім з Кеннонболлом Еддерлі (1956—57).
У роки співпраці з братом грав як сесійний музикант у Майлза Девіса, грав з Дж. Дж. Джонсоном (1957—58) і Вуді Германом (1959). У жовтні 1959 року знову приєднався до квінтету Кеннонболла, і грав аж до самої смерті брата в 1975 році. В 1976 році створив гурт з Кенні Мак-Інтайром і Джоном Стабблфілдом. У 1980-х і 1990-х роках продовжував очолювати невеликі гурти, до яких входили такі музиканти, як Сонні Форчун (на початку 1980-х), Ларрі Вілліс, Волтер Букер, Джиммі Кобб, Вінсент Геррінг, Роб Баргед та ін.; часто гастролював в Європі і Японії.
Серед найбільш відомих композицій: «Work Song» (яка стала джазовим стандартом), «Sermonette» і «Jive Samba».
Помер 2 січня 2000 року в Лейкленді, Флорида у віці 68 років (ускладнення від діабету).

## Дискографія
- That's Nat (Savoy, 1955)
- Introducing Nat Adderley (Wing, 1955)
- To the Ivy League from Nat (EmArcy, 1956)
- Branching Out (Riverside, 1958)
- Much Brass (Riverside, 1959)
- Work Song (Riverside, 1960)
- That's Right! (Riverside, 1960)
- Naturally! (Jazzland, 1961)
- In the Bag (Jazzland, 1962)
- Little Big Horn (Riverside, 1963)
- Autobiography (Atlantic, 1964)
- Sayin' Somethin' (Atlantic, 1966)
- Live at Memory Lane (Atlantic, 1966)
- The Scavenger (Milestone, 1968)
- Comin' Out Of The Shadows (A&M Records, 1969)
- Soul Zodiac (Capitol, 1972)
- Soul of the Bible (Capitol, 1972)
- Double Exposure (Prestige, 1974)